# Buschow & Beck
Die Firma Buschow & Beck war ein deutscher Spielzeugwarenhersteller mit Sitz in Reichenbach im Eulengebirge (Schlesien), ab 1896 in Nossen (Sachsen). Bekannt wurde das Unternehmen vor allem für seine Spielzeugpuppen der Marke MINERVA.

## Geschichte

### Gründung und Vorgeschichte
1890 übernahmen Wilhelm Buschow (technischer Leiter) und Friedrich Beck (kaufmännische Führung) die Firma Max Dittrich & Schön in Reichenbach (Eulengebirge), die auf die Herstellung von Puppenköpfen aus Metall spezialisiert war. Buschow war zuvor bereits Inhaber einer Puppenfabrik in Magdeburg. Er war an der neuen Firma passiv beteiligt und schied bereits nach wenigen Monaten aus. Der Name Buschow & Beck wurde jedoch beibehalten. Bis 1895 wurden Puppenköpfe aus Metallblech in verschiedenen Größen und Ausführungen gefertigt.

### Umzug nach Nossen

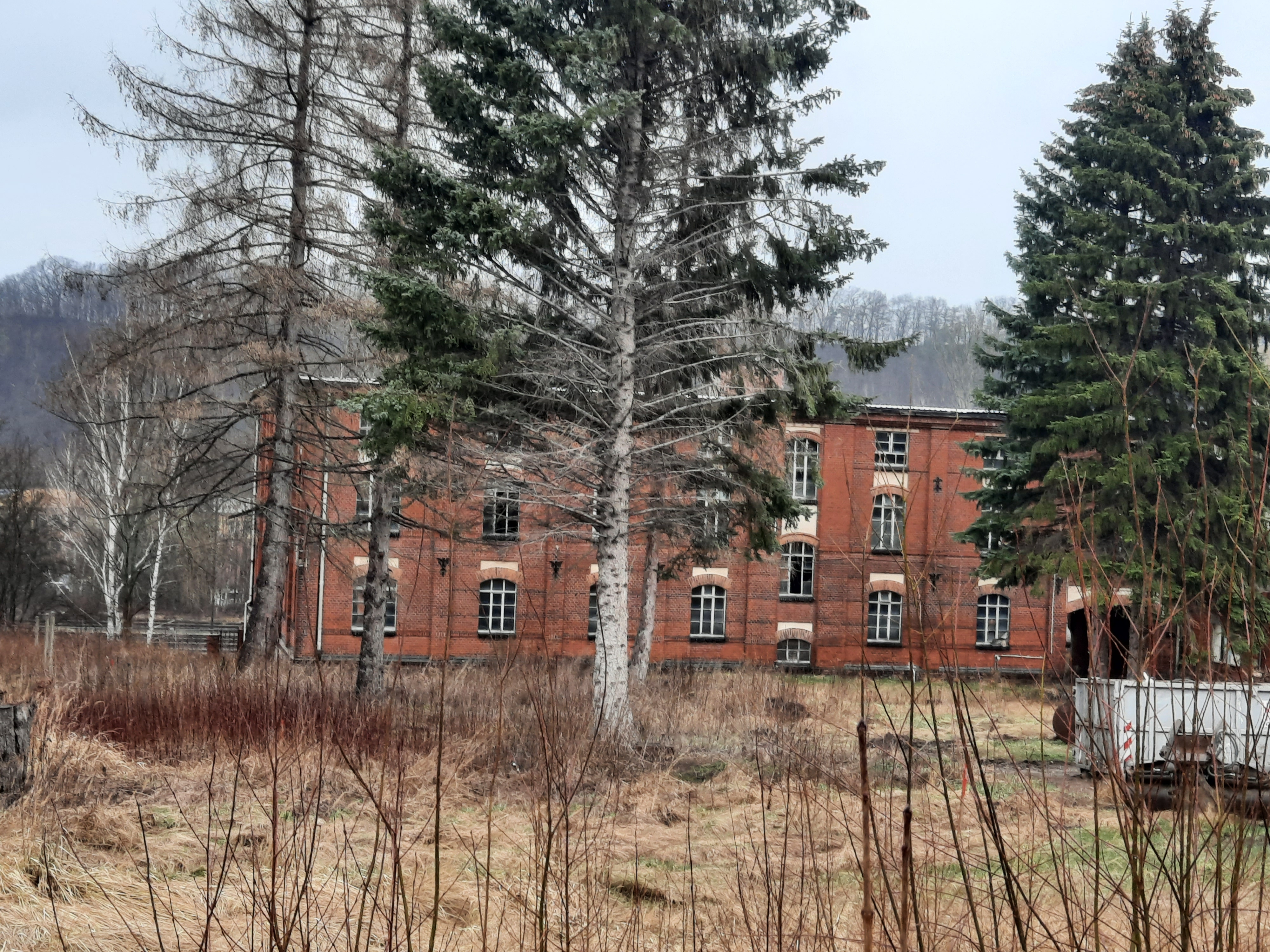
Ehemalige Minerva Puppenfabrik Nossen

Das Unternehmen verlegte seinen Sitz 1896 nach Nossen und vergrößerte sich dort rasch. Ab 1900 produzierte es unter der Schutzmarke Minerva insbesondere Puppenköpfe aus Blech, die mit einer eigens entwickelten Celluloidschicht überzogen waren. Das Celluloid wurde zunächst von der Thüringer Firma Schildkröt bezogen. Nachdem Buschow & Beck die Rezeptur weiterentwickelt und verbessert hatte, stellte Schildkröt die Lieferung 1903 aufgrund der Konkurrenzsituation ein. Fortan wurde nach kurzzeitigen Engpässen das Celluloid selbst produziert. Mit der Herstellung von gänzlich aus diesem Material gefertigten Puppen ab 1907 wurde der Nossener Betrieb zu einem der größten Konkurrenten des bekannten Puppenherstellers.
Noch vor dem Ersten Weltkrieg wurden Puppen mit Schlafaugen und mit Celluloidköpfen gefertigt. Dafür erwarb man mehrere Patente, unter anderem für einen „Emaillelack-Überzug für Puppenkörperteile aus Celluloid“, eine „Feststellvorrichtung für Schlafaugen“ und ein „Kugelgelenk, insbesondere für Celluloidpuppen“. Die damalige Bedeutung des Unternehmens belegt dessen Aufnahme in die Historisch-biographischen Blätter des Biographischen Verlages Berlin (Das Königreich Sachsen – Kultur, Industrie, Handel und Gewerbe) im Jahr 1911. Während die Puppenkörper in den Produktionshallen der Firma in Nossen hergestellt wurden, erfolgte das Nähen der Puppenbekleidung meist in Heimarbeit.
Da in den Jahren des Ersten Weltkriegs Celluloid als kriegswichtiger Rohstoff galt und für die Puppenherstellung nicht mehr in ausreichendem Umfang zur Verfügung stand, wurden als Ersatz vorübergehend wieder Metallpuppenköpfe eingesetzt. Nach Kriegsende kehrte man zu den  traditionellen Celluloid-Puppen zurück. 1920 waren bei Buschow & Beck ca. 250 „Beamte und Arbeiter“ beschäftigt, hinzu kamen ungefähr 600 Heimarbeiter aus Nossen und Umgebung. Verkauft wurden die Puppen weltweit, wobei für den Vertrieb in größeren Städten des In- und Auslandes Musterlager eingerichtet wurden. Erzeugnisse der Firma wurden auf Fachmessen und Ausstellungen mit goldenen und silbernen Medaillen geehrt, unter anderem in Antwerpen, Barcelona, Brüssel, London, Lübeck und Dresden. 1922 schied Friedrich Beck aus dem Unternehmen aus. Neue Teilhaber werden sein Sohn Kurt Beck und die Söhne von Adam Beck, Fritz und Friedrich Beck. In den Zwanziger Jahren entstanden vorrangig Babypuppen sowie Klein- und Puppenstubenpuppen.

### Entwicklung nach 1945
Das auch nach dem Zweiten Weltkrieg fortbestehende Unternehmen stellte bis zu seiner Schließung neben Celluloid-Puppen auch Tischtennisbälle, Schwimmhilfen und ähnliches Kleinspielzeug aus Celluloid her. Bis in die 1960er Jahre waren zudem einige Arbeiter mit der Produktion von Vorhängeschlössern beschäftigt. Da der leicht brennbare Rohstoff Celluloid seit den 1970er Jahren nicht mehr für die Herstellung von Spielwaren verwendet werden durfte, stellte man die Puppenproduktion 1972 ein. Danach nutzte der staatliche Betrieb VEB Präcitronic die Gebäude und fertigte hier elektronische Bauteile und Prüfgeräte.
Im März 2025 stürzte nach einem Großbrand in Folge von Brandstiftung das gesamte Dach ein.

## Warenzeichen
Die sogenannte „Marke“ beziehungsweise das Warenzeichen des Unternehmens war ein stilisierter antiker Helm und der Schriftzug MINERVA, benannt nach der gleichnamigen römischen Göttin der Weisheit. Es war häufig auf der Brustplatte von Puppenköpfen eingeprägt, meist mit einer Ziffer für die jeweilige Größe des Spielzeugs und dem Zusatz Germany. Im Laufe der Zeit wurde das Aussehen der Marke leicht verändert und kam auch mit dem Zusatz Schutzmarke vor. Erst im September 1950 wurde das Warenzeichen Minerva gelöscht.